# Ramon Berdomàs Llunell
Ramon Berdomàs Llunell (Barcelona, 24 d'abril de 1900 – Barcelona, 19 d'abril de 1963) fou un waterpolista i nedador català que va competir a començaments del segle xx.
El 1920 va prendre part en els Jocs Olímpics d'Anvers, on disputà la competició de waterpolo. Aquest fou el debut de la selecció espanyola en uns Jocs, en els quals finalitzà en una meritòria setena posició. Quatre anys més tard, a París, va disputar la prova dels relleus 4x200 metres lliures del programa de natació, on fou eliminat en sèries.
Era membre del CN Barcelona.